# Thomas Shimada
Thomas Shimada (Japans:トーマス 嶋田 重太郎, Tōmasu Shimada Shigetarō) (Philadelphia, 10 februari 1975) is een voormalig Japans tennisser, die tussen 1993 en 2005 actief was in het professionele circuit.Shimada was voornamelijk actief in het herendubbelspel waarin hij drie toernooizeges boekte.

## Palmares

### Dubbelspel
| Nr.                           | Datum             | Toernooi            | Ondergrond | Partner         | Tegenstanders in finale             | Score         | Details |
| ----------------------------- | ----------------- | ------------------- | ---------- | --------------- | ----------------------------------- | ------------- | ------- |
| Gewonnen finales heren dubbel |                   |                     |            |                 |                                     |               |         |
| 1.                            | 23 september 2001 | ATP Shanghai        | Hardcourt  | Byron Black     | John-Laffnie de Jager Robbie Koenig | 6–2, 3–6, 7–5 | Details |
| 2.                            | 28 juli 2002      | ATP Kitzbühel       | Gravel     | Robbie Koenig   | Lucas Arnold Ker Àlex Corretja      | 7–6(3), 6–4   | Details |
| 3.                            | 14 september 2003 | ATP Costa do Sauipe | Hardcourt  | Todd Perry      | Scott Humphries Mark Merklein       | 6–2, 6–4      | Details |
| Verloren finales heren dubbel |                   |                     |            |                 |                                     |               |         |
| 1.                            | 12 november 2000  | ATP St. Petersburg  | Hardcourt  | Myles Wakefield | Daniel Nestor Kevin Ullyett         | 6-7(5), 5-7   | Details |
| 2.                            | 11 maart 2001     | ATP Delray Beach    | Hardcourt  | Myles Wakefield | Jan-Michael Gambill Andy Roddick    | 3-6, 4-6      | Details |
| 3.                            | 27 juli 2003      | ATP Umag            | Gravel     | Todd Perry      | Álex López Morón Rafael Nadal       | 1–6, 3–6      | Details |

## Prestatietabel
| Legenda | Legenda                          |
| ------- | -------------------------------- |
| g.t.    | geen toernooi gehouden           |
| l.c.    | lagere categorie                 |
| –       | niet deelgenomen                 |
| G       | uitgeschakeld in de groepsfase   |
| 1R      | uitgeschakeld in de eerste ronde |
| 2R      | uitgeschakeld in de tweede ronde |
| 3R      | uitgeschakeld in de derde ronde  |
| 4R      | uitgeschakeld in de vierde ronde |
| KF      | uitgeschakeld in de kwartfinale  |
| HF      | uitgeschakeld in de halve finale |
| F       | de finale verloren               |
| W       | het toernooi gewonnen            |
| w-v     | winst/verlies-balans             |

### Prestatietabel grand slam, dubbelspel
| Toernooi        | 1999 | 2000 | 2001 | 2002 | 2003 | 2004 |
| --------------- | ---- | ---- | ---- | ---- | ---- | ---- |
| Australian Open | –    | 2R   | 2R   | 1R   | 1R   | 1R   |
| Roland Garros   | 2R   | 1R   | 1R   | 1R   | 1R   | 1R   |
| Wimbledon       | –    | 2R   | 2R   | 1R   | 1R   | –    |
| US Open         | 1R   | 1R   | 2R   | 1R   | –    | –    |